# الرجرجة (المضاربة والعارة)

تعديل مصدري - تعديل

الرجرجة هي إحدى قرى عزلة المضاربة بمديرية المضاربة والعارة التابعة لمحافظة لحج، بلغ تعداد سكانها 122 نسمة حسب تعداد اليمن لعام 2004.